# Hrodzeve, Babanka
Hrodzeve (în ucraineană Гродзеве) este o comună în raionul Babanka, regiunea Cerkasî, Ucraina, formată numai din satul de reședință.

## Demografie
Componența lingvistică a comunei Hrodzeve
     Ucraineană (97,89%)
     Rusă (1,72%)
     Alte limbi (0,26%)
Conform recensământului din 2001, majoritatea populației comunei Hrodzeve era vorbitoare de ucraineană (97,89%), existând în minoritate și vorbitori de rusă (1,72%).